# Trixoleria maculata
Trixoleria maculata är en tvåvingeart som beskrevs av Mcalpine 1967. Trixoleria maculata ingår i släktet Trixoleria och familjen myllflugor. Inga underarter finns listade i Catalogue of Life.